# Amischa tersa
Amischa tersa är en skalbaggsart som beskrevs av Thomas Casey 1910. Amischa tersa ingår i släktet Amischa och familjen kortvingar. Inga underarter finns listade i Catalogue of Life.